# R. Tait McKenzie

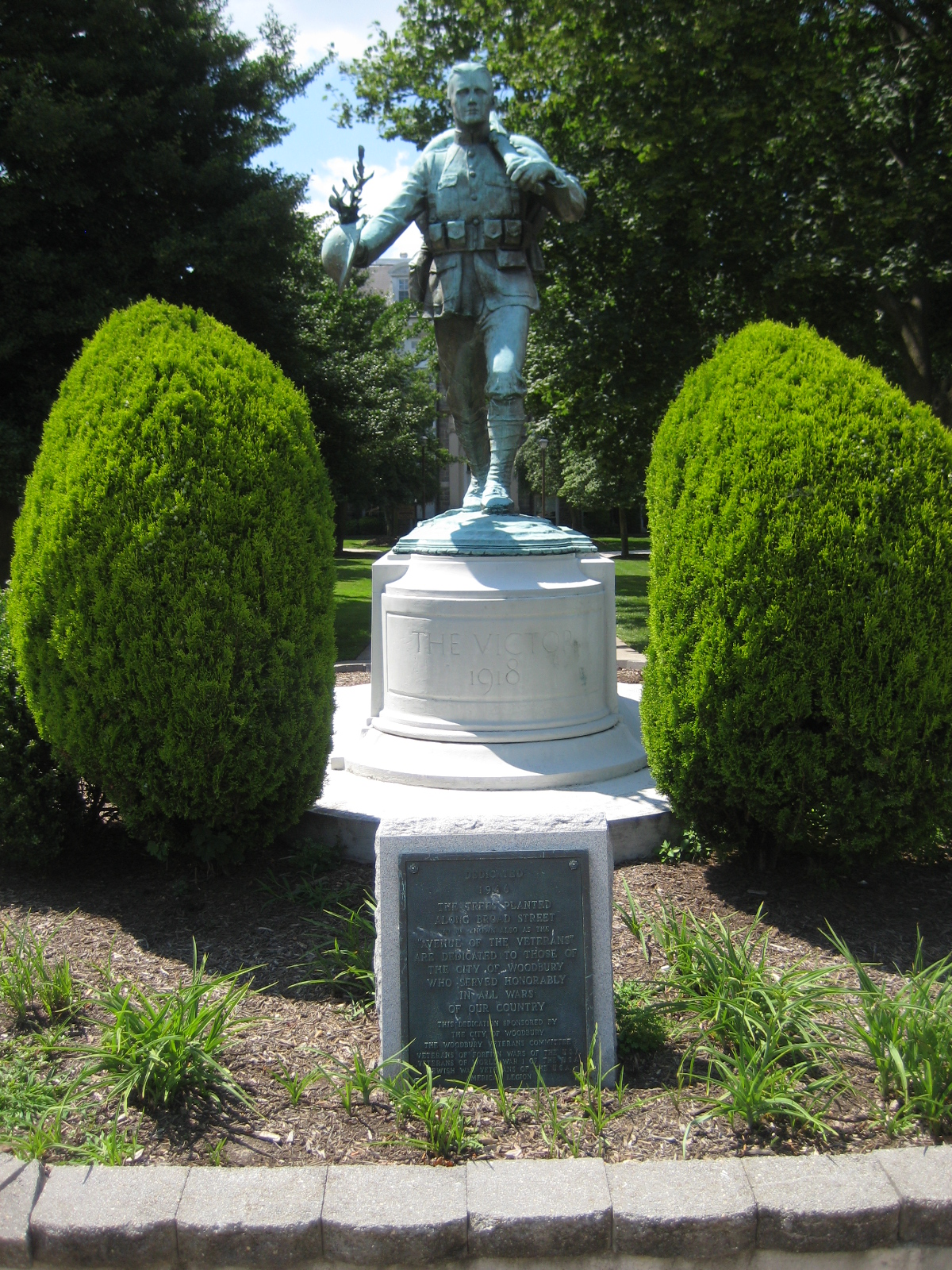
R. Tait McKenzie

Robert Tait McKenzie (sinh 1867 tại Ramsay Township, quận Lanark, Ontario, Canada – mất 28 tháng 4 năm 1938 tại Philadelphia, Hoa Kỳ) là nhà điêu khắc, bác sĩ, đồng thời là nhà hướng đạo người Mỹ. Ông sống tại Philadelphia và cùng làm việc với Robert Baden-Powell, người sáng lập tổ chức hướng đạo.

Ông tốt nghiệp y khoa tại trường đại học McGill rồi làm việc tại đại học Philadelphia trong công tác y tế giáo dục thể chất.

Trong thế chiến thứ nhất ông phục vụ trong Royal Army Medical Corps. Sau này ông trở thành nhà điêu khắc.
Bộ sưu tập các tác phẩm điêu khắc của ông được tập hợp trưng bày tại đại học Tennessee.
Một trong số các tác phẩm nổi tiếng nhất của McKenzie là "Hướng đạo sinh lý tưởng" hay còn gọi là " Nam hướng đạo sinh". Tác phẩm này được sao chép thành nhiều bản và được đặt tại trước nhiều văn phòng hướng đạo của Mĩ, cũng như trụ sở chính của tổ chức tại Mĩ và tại Anh